# Euphorbia corsica
Euphorbia corsica är en törelväxtart som beskrevs av Esprit Requien. Euphorbia corsica ingår i släktet törlar, och familjen törelväxter.
Artens utbredningsområde är Corsica. Inga underarter finns listade i Catalogue of Life.